# Lophophelma rubroviridata
Lophophelma rubroviridata là một loài bướm đêm trong họ Geometridae.